# 2003-as magyar úszóbajnokság
A 2003-as magyar úszóbajnokságot – amely a 105. magyar bajnokság volt – júniusban rendezték meg Székesfehérváron.

## Eredmények

### Férfiak
| Versenyszám            | Arany                                                                | Arany    | Ezüst                                                          | Ezüst    | Bronz                                                                 | Bronz    |
| ---------------------- | -------------------------------------------------------------------- | -------- | -------------------------------------------------------------- | -------- | --------------------------------------------------------------------- | -------- |
| 50 m gyorsúszás        | Zubor Attila Bp. Spartacus                                           | 23,13    | Gáspár Zsolt FTC                                               | 23,50    | Flaskay Mihály Eger VUK                                               | 23,52    |
| 100 m gyorsúszás       | Zubor Attila Bp. Spartacus                                           | 48,90    | Takács Krisztián Dunaferr                                      | 51,81    | Makány Balázs ANK Pécs                                                | 52,08    |
| 200 m gyorsúszás       | Kerékjártó Tamás Delfin SE                                           | 1:50,43  | Cseh László Bp. Spartacus                                      | 1:51,93  | Szűcs Tamás FTC                                                       | 1:53,17  |
| 400 m gyorsúszás       | Kiss Boldizsár FTC                                                   | 3:57,86  | Bordás Gábor Dunaferr                                          | 4:04,27  | Fekete László Rája '94                                                | 4:06,43  |
| 800 m gyorsúszás       | Cseh László Bp. Spartacus                                            | 8:16,49  | Nagy Péter Rája '94                                            | 8:19,53  | Kolozár Dávid Delfin SE                                               | 8:19,69  |
| 1500 m gyorsúszás      | Kis Gergő Rája '94                                                   | 15:44,88 | Cseh László Bp. Spartacus                                      | 15:45,39 | Nagy Péter Rája '94                                                   | 15:48,85 |
| 50 m hátúszás          | Horváth Péter Sport Plusz                                            | 26,23    | Cseh László Bp. Spartacus                                      | 26,42    | Bodrogi Viktor Százhalombatta                                         | 26,57    |
| 100 m hátúszás         | Horváth Péter Sport Plusz                                            | 55,52    | Cseh László Bp. Spartacus                                      | 55,60    | Rudolf Roland A Jövő SC                                               | 57,97    |
| 200 m hátúszás         | Bodrogi Viktor Százhalombatta                                        | 2:00,13  | Cseh László Bp. Spartacus                                      | 2:00,41  | Rudolf Roland A Jövő SC                                               | 2:04,55  |
| 50 m mellúszás         | Güttler Károly Bp. Spartacus                                         | 28,55    | Flaskay Mihály Eger VUK                                        | 28,57    | Bodor Richárd Pécsi TÁSI                                              | 28,62    |
| 100 m mellúszás        | Bodor Richárd Pécsi TÁSI                                             | 1:01,67  | Güttler Károly Bp. Spartacus                                   | 1:02,54  | Flaskay Mihály Eger VUK                                               | 1:02,78  |
| 200 m mellúszás        | Bodor Richárd Pécsi TÁSI                                             | 2:16,01  | Gyurta Dániel A Jövő SC                                        | 2:17,19  | Molnár Ákos A Jövő SC                                                 | 2:18,74  |
| 50 m pillangóúszás     | Gáspár Zsolt FTC                                                     | 24,56    | Horváth Péter Sport Plusz                                      | 24,72    | Mészáros Gergely FTC                                                  | 24,85    |
| 100 m pillangóúszás    | Gáspár Zsolt FTC                                                     | 53,91    | Horváth Péter Sport Plusz                                      | 54,29    | Mészáros Gergely FTC                                                  | 54,53    |
| 200 m pillangóúszás    | Kolozár Dávid Delfin SE                                              | 1:58,99  | Bodrogi Viktor Százhalombatta                                  | 2:00,95  | Kiss Boldizsár FTC                                                    | 2:01,60  |
| 200 m vegyes úszás     | Kerékjártó Tamás Delfin SE                                           | 2:01,51  | Ruszka Attila Bp. Honvéd                                       | 2:07,43  | Gyurta Dániel A Jövő SC                                               | 2:07,62  |
| 400 m vegyes úszás     | Cseh László Bp. Spartacus                                            | 4:19,19  | Kerékjártó Tamás Delfin SE                                     | 4:20,23  | Verrasztó Dávid A Jövő SC                                             | 4:26,67  |
| 4 × 100 m gyorsváltó   | FTC Bunda Máté Mészáros Gergely Szűcs Tamás Gáspár Zsolt             | 3:25,91  | Bp. Spartacus Batházi István Zubor Attila Tóth Pál Cseh László | 3:27,78  | Delfin SE Kerékjártó Tamás Kolozár Dávid Schönek András Batházi Tamás | 3:27,98  |
| 4 × 200 m gyorsváltó   | FTC Gáspár Zsolt Kiss Boldizsár Szűcs Tamás Mészáros Gergely         | 7:32,19  | Bp. Spartacus Batházi István Zubor Attila Tóth Pál Cseh László | 7:40,35  | Delfin SE Schönek András Major Zoltán Kolozár Dávid Batházi Tamás     | 7:57,74  |
| 4 × 100 m vegyes váltó | Bp. Spartacus Cseh László Güttler Károly Drobina Nándor Zubor Attila | 3:47,08  | FTC Madarassy Ádám Nagy Gergely Mészáros Gergely Gáspár Zsolt  | 3:55,70  | A Jövő SC Rudolf Roland Gyurta Dániel Nagy-Pál Levente Molnár Ákos    | 3:58,85  |

### Nők
| Versenyszám            | Arany                                                               | Arany    | Ezüst                                                                     | Ezüst    | Bronz                                                           | Bronz    |
| ---------------------- | ------------------------------------------------------------------- | -------- | ------------------------------------------------------------------------- | -------- | --------------------------------------------------------------- | -------- |
| 50 m gyorsúszás        | Csobánki Zsuzsa FTC                                                 | 26,86    | Miskovicz Zsuzsa Dunaferr                                                 | 27,24    | Laki Margit Bp. Spartacus                                       | 27,40    |
| 100 m gyorsúszás       | Risztov Éva Bp. Spartacus                                           | 57,41    | Papp Renáta Dunaferr                                                      | 58,62    | Miskovicz Zsuzsa Dunaferr                                       | 58,72    |
| 200 m gyorsúszás       | Risztov Éva Bp. Spartacus                                           | 2:01,48  | Kiss Annamária Dunaferr                                                   | 2:02,78  | Urbán Kata Dunaferr                                             | 2:04,44  |
| 400 m gyorsúszás       | Risztov Éva Bp. Spartacus                                           | 4:14,42  | Nagy Réka Rája '94                                                        | 4:15,95  | Kiss Annamária Dunaferr                                         | 4:16,85  |
| 800 m gyorsúszás       | Risztov Éva Bp. Spartacus                                           | 8:44,13  | Nagy Réka Rája '94                                                        | 8:45,11  | Urbán Kata Dunaferr                                             | 8:57,03  |
| 1500 m gyorsúszás      | Risztov Éva Bp. Spartacus                                           | 16:38,53 | Nagy Réka Rája '94                                                        | 16:48,26 | Balogh Vanessa A Jövő SC                                        | 17:02,35 |
| 50 m hátúszás          | Szepesi Nikolett Bp. Spartacus                                      | 30,05    | Decsi Eszter Delfin SE                                                    | 30,53    | Maxim Dóra Szombathely                                          | 30,57    |
| 100 m hátúszás         | Decsi Eszter Delfin SE                                              | 1:03,61  | Szepesi Nikolett Bp. Spartacus                                            | 1:03,82  | Pálmai Andrea Bp. Honvéd                                        | 1:05,11  |
| 200 m hátúszás         | Pálmai Andrea Bp. Honvéd                                            | 2:17,17  | Verrasztó Evelyn A Jövő SC                                                | 2:18,75  | Szepesi Nikolett Bp. Spartacus                                  | 2:20,20  |
| 50 m mellúszás         | Kovács Ágnes Bp. Spartacus                                          | 32,64    | Reményi Diána Bp. Spartacus                                               | 33,84    | Czakó Andrea Pécsi TÁSI                                         | 34,19    |
| 100 m mellúszás        | Reményi Diána Bp. Spartacus                                         | 1:10,96  | Kovács Ágnes Bp. Spartacus                                                | 1:11,26  | Czakó Andrea Pécsi TÁSI                                         | 1:13,51  |
| 200 m mellúszás        | Reményi Diána Bp. Spartacus                                         | 2:29,68  | Balogh Vanessa A Jövő SC                                                  | 2:34,78  | Czakó Andrea Pécsi TÁSI                                         | 2:37,03  |
| 50 m pillangóúszás     | Boulsevicz Bea Római SE                                             | 28,56    | Csobánki Zsuzsa FTC                                                       | 28,67    | Farkas Marianna Veszprém                                        | 29,00    |
| 100 m pillangóúszás    | Risztov Éva Bp. Spartacus                                           | 1:00,86  | Boulsevicz Bea Római SE                                                   | 1:01,03  | Papp Renáta Dunaferr                                            | 1:02,77  |
| 200 m pillangóúszás    | Risztov Éva Bp. Spartacus                                           | 2:13,07  | Kiss Annamária Dunaferr                                                   | 2:15,21  | Urbán Kata Dunaferr                                             | 2:15,25  |
| 200 m vegyes úszás     | Kovács Ágnes Bp. Spartacus                                          | 2:18,32  | Verrasztó Evelyn A Jövő SC                                                | 2:21,96  | Nagy Réka Rája '94                                              | 2:22,07  |
| 400 m vegyes úszás     | Risztov Éva Bp. Spartacus                                           | 4:43,54  | Reményi Diána Bp. Spartacus                                               | 4:48,54  | Lipcsei Krisztina Bp. Spartacus                                 | 4:53,55  |
| 4 × 100 m gyorsváltó   | Dunaferr Miskovicz Zsuzsa Papp Renáta Urbán Kata Kiss Annamária     | 3:52,95  | Bp. Spartacus Kovács Ágnes Lipcsei Krisztina Laki Margit Risztov Éva      | 3:57,44  | FTC Csobánki Zsuzsa Vanek Margit Dörnyei Veronika Fülöp Mariann | 3:58,14  |
| 4 × 200 m gyorsváltó   | Dunaferr Kiss Annamária Papp Renáta Miskovicz Zsuzsa Urbán Kata     | 8:24,43  | Bp. Spartacus Lipcsei Krisztina Tannel Nikolett Reményi Diána Risztov Éva | 8:31,54  | FTC Vanek Margit Dörnyei Veronika Fülöp Mariann Csobánki Zsuzsa | 8:36,42  |
| 4 × 100 m vegyes váltó | Bp. Spartacus Szepesi Nikolett Reményi Diána Taray Kata Risztov Éva | 4:16,45  | Bp. Honvéd Pálmai Andrea Szántó Szintia Ferenczy Orsolya Dabi Katalin     | 4:22,56  | FTC Fülöp Mariann Bunford Nóra Dörnyei Veronika Csobánki Zsuzsa | 4:26,19  |